# Solaris (film 2002)
Solaris – film fantastycznonaukowy z 2002 r. w reżyserii Stevena Soderbergha. Adaptacja powieści Stanisława Lema o tym samym tytule.

## Obsada
- George Clooney – dr Chris Kelvin
- Natascha McElhone – Rheya
- Viola Davis – dr Gordon
- Jeremy Davies – Snow
- Ulrich Tukur – Gibarian
- Shane Skelton – syn Gibariana
- John Cho – Wysłannik

## Fabuła
Psycholog, dr Chris Kelvin (George Clooney), zostaje wysłany na stację kosmiczną, która utraciła kontakt z Ziemią. Mężczyzna podjął się misji przeprowadzenia dochodzenia na pokładzie "Prometeusza" pod wpływem prośby przyjaciela, dowódcy stacji, zaniepokojonego niecodziennymi zachowaniami załogi. Zagadkowa wiadomość komandora nie zawierała jednak żadnych szczegółów dotyczących zaistniałego problemu. Na miejscu okazuje się, że Gibarian nie żyje, a załoga zdradza objawy choroby psychicznej. Źródłem rozgrywających się wydarzeń jest tajemnicza planeta Solaris, która jest pokryta galaretowatym oceanem.
Na stacji badawczej zawieszonej nad planetą "Solaris", zaczynają dziać się coraz dziwniejsze rzeczy... pokazują się kopie (klony) bliskich i zmarłych osób.

## O filmie
Podobnie jak w adaptacji Tarkowskiego z 1972, ta wersja Solaris to dramat psychologiczny, której akcja niemal w całości umiejscowiona jest na stacji kosmicznej i przeplata się ze wspomnieniami głównego bohatera z Ziemi. Kluczową różnicą pomiędzy filmem a powieścią jest fakt, że w adaptacji filmowej główny bohater nigdy nie godzi się ze stratą żony.
W filmie zredukowany niemal do zera jest wątek planety pokrytej żywym oceanem, która tutaj jest tylko anonimowym, tajemniczym tłem, podczas gdy w powieści autor długo opisuje jej fenomeny i próby ich zrozumienia.
Lem, po sprzedaży praw do adaptacji, nie miał, ani nie chciał mieć, żadnego wkładu w produkcję filmu. Było to zresztą warunkiem umowy sprzedaży praw do adaptacji. W komentarzach, w których przyznaje, że jeszcze nie widział filmu, ale czytał jego wiele recenzji, Lem krytykuje reżysera za odejście od jego oryginalnych zamysłów, zawartych w powieści i skupienie się niemal wyłącznie na psychologicznych relacjach pomiędzy głównymi bohaterami. Sugeruje nawet, że lepszym tytułem dla filmu byłby Miłość w próżni kosmicznej (Love in Outer Space). Natomiast w innym wywiadzie Lem wspomina, że wizja reżysera nie jest pozbawiona ambicji, smaku oraz klimatu, a jedynie nie zachwyca wyeksponowaniem wątku miłosnego. Jednak usprawiedliwia on reżysera.